# 海南千斤拔
海南千斤拔（学名：Flemingia latifolia var. hainanensis）为豆科千斤拔属下的一个变种。

## 扩展阅读
- 維基物種上的相關：海南千斤拔